# Tived
Tived är kyrkby i Tiveds socken i Västergötland. Bebyggelsen, sammanväxt med Sannerud norr om kyrkbyn avgränsades av SCB från 2020 till 2023 till en småort som ingår i Laxå kommun och är belägen i Tiveden, vid sjön Undens östra strand. I Tived/Sannerud finns Tiveds kyrka, en lanthandel med restaurang, ett café, sommarrestaurangen "Luripompa" samt en skolbyggnad. 